# Copa Confederación de la CAF 2013
La Copa Confederación de la CAF 2013, llamada Orange CAF Confederation Cup por razones de patrocinio, es la 10.ª edición del segundo torneo de fútbol a nivel de clubes más importante de África, el cual es organizada por la CAF. El campeón del torneo jugará la Supercopa de la CAF 2014.
El CS Sfaxien de Túnez venció en la final al TP Mazembe de RD Congo en la final para ganar el título por tercera ocasión.

## Clasificación
Para la Copa Confederación de la CAF 2013, la CAF utilizó el Ranking de Ligas de los últimos 5 años (entre 2007-2011) para determinar las mejores 12 ligas, las cuales clasifican al torneo 2 equipos en vez de 1, basándose en las participaciones de los representantes de cada liga en esas últimas 5 ediciones, tanto de la Copa Confederación de la CAF como de la Liga de Campeones de la CAF.
|                             | CAF Champions League | Confederation Cup |
| --------------------------- | -------------------- | ----------------- |
| Campeón                     | 5 puntos             | 4 puntos          |
| Finalista                   | 4 puntos             | 3 puntos          |
| Semifinalistas              | 3 puntos             | 2 puntos          |
| 3.º lugar en fase de grupos | 2 puntos             | 1 punto           |
| 4.º lugar en fase de grupos | 1 punto              | 1 punto           |

Estas cantidades se multiplican por el coeficiente de acuerdo al año en cuestión:
- 2011 – 5
- 2010 – 4
- 2009 – 3
- 2008 – 2
- 2007 – 1

## Participantes
Basados en el ranking, se determinan los participantes del torneo; los que aparecen en negrita clasifican automáticamente a la primera ronda.
| País                                                   | Club                                                   | Método de clasificación                                         |
| Asociaciones que clasificaron 2 equipos (puestos 1–12) | Asociaciones que clasificaron 2 equipos (puestos 1–12) | Asociaciones que clasificaron 2 equipos (puestos 1–12)          |
| ------------------------------------------------------ | ------------------------------------------------------ | --------------------------------------------------------------- |
| Túnez (1.º - 100 pts)                                  | CS Sfaxien                                             | 3.º lugar del Championnat de Ligue Profesionelle 1 2011/12      |
| Túnez (1.º - 100 pts)                                  | Étoile du Sahel                                        | 4.º lugar del Championnat de Ligue Profesionelle 1 2011/12      |
| Nigeria (2.º - 70 pts)                                 | Lobi Stars                                             | 3.º lugar de la Liga Premier de Nigeria 2012                    |
| Nigeria (2.º - 70 pts)                                 | Heartland                                              | Campeón de la Copa de Nigeria 2012                              |
| Egipto · (3.º - 64 pts)                                | Ismaily                                                | 3.º lugar de la Primera División de Egipto 2010/111             |
| Egipto · (3.º - 64 pts)                                | ENPPI                                                  | Campeón de la Copa de Egipto 20111                              |
| Marruecos (4.º - 62 pts)                               | Wydad Casablanca                                       | 3.º lugar de la GNF 1 2011/12                                   |
| Marruecos (4.º - 62 pts)                               | FAR Rabat                                              | Finalista de la Copa del Trono 2012                             |
| República Democrática del Congo (5.º - 49 pts)         | DC Motema Pembe                                        | 3.º lugar de la Linafoot 2012                                   |
| República Democrática del Congo (5.º - 49 pts)         | CS Don Bosco                                           | Campeón de la Copa de Congo 2012                                |
| Sudán (6.º - 47 pts)                                   | Al-Ahly Shendi                                         | 3.º lugar de la Primera División de Sudán 2012                  |
| Sudán (6.º - 47 pts)                                   | Khartoum-3                                             | 4.º lugar de la Primera División de Sudán 2012                  |
| Argelia (7.º - 43 pts)                                 | USM Alger (único participante)                         | 3.º lugar del Championnat National de Première Division 2011/12 |
| Camerún (8.º - 19 pts)                                 | Panthère                                               | 3.º lugar de la Primera División de Camerún 2012                |
| Camerún (8.º - 19 pts)                                 | Unisport                                               | Campeón de la Copa de Camerún 2012                              |
| Angola (9.º - 18 pts)                                  | Petro Luanda                                           | 3.º lugar de la Girabola 2012                                   |
| Angola (9.º - 18 pts)                                  | Caála                                                  | Finalista de la Copa de Angola 2012                             |
| Mali (10.º - 16 pts)                                   | US Bougouni                                            | Campeón de la Copa de Malí 2012                                 |
| Mali (10.º - 16 pts)                                   | Onze Créateurs                                         | Finalista de la Copa de Malí 2012                               |
| Costa de Marfil (=12.º - 11 pts)                       | ASEC Mimosas                                           | 3.º lugar de la Primera División de Costa de Marfil 2012        |
| Costa de Marfil (=12.º - 11 pts)                       | Stella Club d'Adjamé                                   | Campeón de la Copa de Costa de Marfil 2012                      |
| Asociaciones que clasifican 1 equipo                   |                                                        |                                                                 |
| Libia (=12.º - 11 pts)                                 | Al-Nasr                                                | Campeón de la Copa de Libia 2009/102                            |
| Zambia (14.º - 10 pts)                                 | Power Dynamos                                          | 2.º lugar de la Primera División de Zambia 2012                 |
| Níger (15.º - 4 pts)                                   | Sahel                                                  | Campeón de la Copa de Níger 2012                                |
| Ghana (16.º - 2 pts)                                   | New Edubiase United                                    | Campeón de la Copa de Ghana 2011/12                             |
| Sudáfrica (17.º - 1 pt)                                | SuperSport United                                      | Campeón de la Nedbank Cup 2012                                  |
| Benín                                                  | Mogas 90                                               | Campeón de la Copa de Benín 2012                                |
| Botsuana                                               | Gaborone United                                        | Campeón de la Botswana FA Challenge Cup 2012                    |
| Burkina Faso                                           | RC Kadiogo                                             | Campeón de la Copa de Burkina Faso 2012                         |
| Burundi                                                | LLB Académic                                           | Campeón de la Copa de Burundi 2012                              |
| República Centroafricana                               | Anges de Fatima                                        | Finalista de la Copa de la República Centroafricana 2012        |
| Chad                                                   | Elect-Sport                                            | Campeón de la Coupe de Ligue de N'Djaména 2012                  |
| República del Congo                                    | Diables Noirs                                          | Campeón de la Copa de Congo de Fútbol 2012                      |
| Guinea Ecuatorial                                      | The Panthers                                           | Campeón de la Copa Ecuatoguineana 2012                          |
| Etiopía                                                | Dedebit                                                | 2.º lugar de la Liga etíope de fútbol 2011/12                   |
| Gabón                                                  | US Bitam                                               | 2.º lugar del Championnat National D1 2011/12                   |
| Gambia                                                 | GAMTEL                                                 | Campeón de la Copa de fútbol de Gambia 2012                     |
| Guinea                                                 | Séquence                                               | Campeón de la Copa Nacional de Guinea 2012                      |
| Kenia                                                  | Gor Mahia                                              | Campeón de la Copa de Kenia 2012                                |
| Liberia                                                | BYC II                                                 | Campeón de la Copa de Liberia 2012                              |
| Madagascar                                             | TCO Boeny                                              | Campeón de la Copa de Madagascar 2012                           |
| Mozambique                                             | Liga Muçulmana                                         | Campeón de la Taça de Mozambique 2012                           |
| Ruanda                                                 | Police                                                 | 2.º lugar de la Primus National Football League 2011/12         |
| Santo Tomé y Príncipe                                  | CD Guadalupe                                           | Finalista de la Copa Nacional de Santo Tomé y Principe 2012     |
| Senegal                                                | HLM                                                    | Campeón de la Copa senegalesa de fútbol 2012                    |
| Seychelles                                             | Anse Réunion                                           | Campeón de la FA Cup 2012                                       |
| Sierra Leona                                           | Johansen                                               | 4.º lugar de la Liga Premier de Sierra Leona 2011/12            |
| Sudán del Sur                                          | El Nasir                                               | Campeón de la Copa Nacional de Sudán del Sur 2012               |
| Suazilandia                                            | Mbabane Highlanders                                    | Finalista de la Copa de Suazilandia 2012                        |
| Tanzania                                               | Azam                                                   | 2.º lugar de la Liga tanzana de fútbol 2011/12                  |
| Togo                                                   | AS Douanes                                             | 2.º lugar del Campeonato nacional de Togo 2011/12               |

Notas
- Asociaciones que no mandaron equipo: Zimbabue (puesto 11.º con 13 puntos y elegible para mandar 2 equipos), Cabo Verde, Comoros, Yibuti, Eritrea, Guinea-Bisáu, Lesoto, Malaui, Mauritania, Mauricio, Namibia, Reunión, Somalia, Uganda, Zanzíbar
- 1: Originalmente el tercer lugar de la Primera División de Egipto 2011/12 y el campeón de la Copa de Egipto 2012 iban a representar a Egipto en este torneo, pero como ambos torneos fueron cancelados, el tercer lugar de la Primera División de Egipto 200/11 y el campeón de la Copa de Egipto 2011 tomaron sus lugares para representar a Egipto en el torneo.[3]
- 2: Como no hubo fútbol en Libia en el 2012, el campeón de la Copa de Libia 2009/10 (última que se jugó) fue elegido para representar a Libia en el torneo.[4]

Sin embargo, los 8 equipos perdedores en la segunda ronda de la Liga de Campeones de la CAF 2013 entran a jugar en la Ronda de Play-off, los cuales son:
| - ES Sétif - JSM Béjaïa - TP Mazembe - Saint-George | - Stade Malien - FUS Rabat - Enugu Rangers - CA Bizertin |

## Ronda preliminar
| Equipo 1             | Agr.           | Equipo 2            | Ida | Vuelta |
| -------------------- | -------------- | ------------------- | --- | ------ |
| Gor Mahia            | 5–0            | Anse Réunion        | 0–0 | 5–0    |
| CS Don Bosco         | 3–4            | SuperSport United   | 0–1 | 3–3    |
| Gaborone United      | 2–3            | Liga Muçulmana      | 2–2 | 0–1    |
| Mogas 90             | w/o1           | AS Douanes          | —   | —      |
| RC Kadiogo           | 2–1            | Sahel               | 1–1 | 1–0    |
| LLB Académic         | 2–1            | Police              | 1–0 | 1–1    |
| Panthère             | 3–1            | Elect-Sport         | 2–0 | 1–1    |
| CD Guadalupe         | 1–17           | US Bitam            | 0–5 | 1–12   |
| Anges de Fatima      | 2–5            | Dedebit             | 0–4 | 2–1    |
| TCO Boeny            | 3–3 (5–3 pen.) | Mbabane Highlanders | 1–2 | 2–1    |
| GAMTEL               | 5–2            | HLM                 | 2–1 | 3–1    |
| New Edubiase United  | 1–1 (4–5 pen.) | Diables Noirs       | 1–0 | 0–1    |
| The Panthers         | 3–0            | FC Séquence         | 1–0 | 2–0    |
| Power Dynamos        | 1–2            | Caála               | 1–0 | 0–2    |
| Unisport             | 0–3            | US Bougouni         | 0–1 | 0–2    |
| Stella Club d'Adjamé | 1–4            | Onze Créateurs      | 1–1 | 0–3    |
| BYC II               | 1–0            | Johansen            | 1–0 | 0–0    |
| Azam                 | 8–1            | El Nasir            | 3–1 | 5–0    |
| Al-Nasr              | 1–0            | Khartoum-3          | 0–0 | 1–0    |

Notas
- 1: AS Douanes avanzó a la siguiente ronda luego de que el Mogas 90 FC abandonara el torneo.

## Primera ronda
| Equipo 1         | Agr. | Equipo 2          | Ida | Vuelta    |
| ---------------- | ---- | ----------------- | --- | --------- |
| ENPPI            | 3-0  | Gor Mahia         | 3-0 | 0-0       |
| Étoile du Sahel  | 5-3  | Onze Créateurs    | 2-1 | 3-2       |
| FAR Rabat        | 2-1  | Al-Nasr           | 1-0 | 1-1       |
| Wydad Casablanca | 4-1  | AS Douanes        | 3-0 | 1-1       |
| Petro Luanda     | 0-2  | SuperSport United | 0-0 | 0-2       |
| Lobi Stars       | 4-8  | Liga Muçulmana    | 3-1 | 1-7       |
| RC Kadiogo       | 2-32 | ASEC Mimosas      | 1-2 | 1-1       |
| DC Motema Pembe  | 1-2  | LLB Académic      | 1-0 | 0-2       |
| USM Alger        | 4-2  | Panthère          | 1-0 | 3-2       |
| Heartland        | 2-13 | US Bitam          | 2-1 | Cancelado |
| Ismaily          | 4-2  | TCO Boeny         | 2-0 | 2-2       |
| CS Sfaxien       | 6-3  | GAMTEL            | 4-2 | 2-1       |
| Diables Noirs    | 6-1  | The Panthers      | 6-1 | 0-0       |
| Caála            | 6-0  | US Bougouni       | 4-0 | 2-0       |
| BYC II           | 1-2  | Azam              | 1-2 | 0-0       |
| Al-Ahly Shendi   | 1-0  | Dedebit           | 1-0 | 0-0       |

Notas
- 2: El orden de los partidos en la serie fue revertido del orden del emparejamiento original.
- 3: US Bitam avanzó a la segunda ronda después de Heartland llegó tarde para el partido de vuelta, según sentencia dictada por la CAF.

## Segunda ronda
| Equipo 1       | Agr.         | Equipo 2          | Ida | Vuelta |
| -------------- | ------------ | ----------------- | --- | ------ |
| ENPPI          | 3-1          | SuperSport United | 0-0 | 3-1    |
| Liga Muçulmana | (v.) 3-3     | Wydad Casablanca  | 2-0 | 1-3    |
| ASEC Mimosas   | 1-1 (2:4 p.) | LLB Académic      | 1-0 | 0-1    |
| USM Alger      | 0-3          | US Bitam          | 0-0 | 0-3    |
| Al-Ahly Shendi | 0-0 (3:4 p.) | Ismaily           | 0-0 | 0-0    |
| Sfaxien        | 4-2          | Diables Noirs     | 3-1 | 1-1    |
| Caála          | 2-7          | Étoile du Sahel   | 1-1 | 1-6    |
| Azam           | 1-2          | FAR Rabat         | 0-0 | 1-2    |

## Ronda deplay-off
El sorteo del play-off y de la fase de grupos se realizará cuando la segunda ronda haya terminado. En la ronda de play-off, los clasificados de la segunda ronda jugarán ente los equipos perdedores de la segunda ronda de la Liga de Campeones de la CAF 2013.
| Equipo 1      | Agr.     | Equipo 2        | Ida | Vuelta |
| ------------- | -------- | --------------- | --- | ------ |
| FUS Rabat     | 4-3      | FAR Rabat       | 1-0 | 3-3    |
| Enugu Rangers | 0-1      | Sfaxien         | 0-0 | 0-1    |
| JSM Béjaïa    | 3-4      | Étoile du Sahel | 2-2 | 1-2    |
| Stade Malien  | 6-0      | LLB Académic    | 5-0 | 1-0    |
| CA Bizertin   | 3-1      | Ismaily         | 3-0 | 0-1    |
| Sétif         | 3-2      | US Bitam        | 2-0 | 1-2    |
| Mazembe       | 5-2      | Liga Muçulmana  | 4-0 | 1-2    |
| Saint George  | (v.) 3-3 | ENPPI           | 2-0 | 1-3    |

## Fase de grupos
Los 8 equipos que alcancen esta ronda serán divididos en 2 grupos de 4 equipos, que jugarán partidos de ida y vuelta. Los 2 primeros lugares de cada grupo avanzan a las semifinales. En caso de que 2 o más equipos igualen en puntos, se utilizará el siguiente criterio de desempate:
- Puntos obtenidos en los enfrentamientos entre sí
- Diferencia de goles entre los equipos empatados
- Regla del gol de visitante entre los equipos empatados
- Diferencia de goles en la fase de grupos
- Goles anotados en la fase de grupos

### Grupo A
| Pos. | Equipo          | Pts. | PJ | G | E | P | GF | GC | Dif. | Clasificación |     | CSS | SM  | ESS | SG  |
| ---- | --------------- | ---- | -- | - | - | - | -- | -- | ---- | ------------- | --- | --- | --- | --- | --- |
| 1    | CS Sfaxien      | 14   | 6  | 4 | 2 | 0 | 8  | 3  | +5   | Semifinales   |     |     | 0–0 | 1–0 | 1–0 |
| 2    | Stade Malien    | 8    | 6  | 2 | 2 | 2 | 3  | 4  | −1   | Semifinales   |     | 1–2 |     | 0–0 | 1–0 |
| 3    | Étoile du Sahel | 6    | 6  | 1 | 3 | 2 | 3  | 4  | −1   |               |     | 1–1 | 0–1 |     | 2–1 |
| 4    | Saint George    | 4    | 6  | 1 | 1 | 4 | 4  | 7  | −3   |               | 1–3 | 2–0 | 0–0 |     |     |

 Fuente: 

### Grupo B
| Pos. | Equipo      | Pts. | PJ | G | E | P | GF | GC | Dif. | Clasificación |     | TPM | CAB | FUS | ESS |
| ---- | ----------- | ---- | -- | - | - | - | -- | -- | ---- | ------------- | --- | --- | --- | --- | --- |
| 1    | TP Mazembe  | 10   | 6  | 3 | 1 | 2 | 9  | 6  | +3   | Semifinales   |     |     | 1–0 | 3–0 | 4–2 |
| 2    | CA Bizertin | 8    | 6  | 2 | 2 | 2 | 3  | 3  | 0    | Semifinales   |     | 1–0 |     | 1–0 | 0–0 |
| 3    | FUS Rabat   | 8    | 6  | 2 | 2 | 2 | 5  | 6  | −1   |               |     | 2–0 | 1–1 |     | 1–0 |
| 4    | ES Sétif    | 6    | 6  | 1 | 3 | 2 | 5  | 7  | −2   |               | 1–1 | 1–0 | 1–1 |     |     |

 Fuente: 
Notas:
1. 1 2  Tiebreakers: CA Bizertin superó a FUS Rabat en el enfrentamiento directo.

## Semifinales
Son a eliminación directa a partidos de ida y vuelta.en caso de empatar en el marcador global, se aplicará la regla del gol de visitante, de continuar el empate, se recurrirá a los tiros desde el punto penal (no habrá tiempos extra).
En las semifinales, el ganador del Grupo A jugará con el segundo lugar del Grupo B, y el ganador del Grupo B jugará ante el segundo lugar del Grupo A. En cada serie, los ganadores de cada grupo tendrán la ventaja de cerrar la serie en casa.
| Equipo 1     | Agr. | Equipo 2   | Ida | Vuelta |
| ------------ | ---- | ---------- | --- | ------ |
| CA Bizertin  | 0-1  | CS Sfaxien | 0-0 | 0-1    |
| Stade Malien | 1-3  | TP Mazembe | 1-2 | 0-1    |

## Final

### Ida
| 23-11-2013 | CS Sfaxien                  | 2–0     | TP Mazembe | Stade Olympique de Radès, Radès |                                |
|            | N'Dong 16' · Khenissi 90+1' | Reporte |            | Árbitro(s): Eric Otogo-Castane  | Árbitro(s): Eric Otogo-Castane |

| CS Sfaxien | TP Mazembe |

| ARQ            | 28 | Rami Jridi              |     |     |
| DEF            | 8  | Maman Youssoufou        |     |     |
| DEF            | 26 | Bassem Boulaabi         |     |     |
| DEF            | 25 | Mahmoud Ben Salah       |     |     |
| DEF            | 10 | Ali Maâloul             |     |     |
| MED            | 22 | Didier Ibrahim N'Dong   | 62' |     |
| MED            | 13 | Ferjani Sassi           |     |     |
| MED            | 29 | Fakhreddine Ben Youssef |     |     |
| MED            | 19 | Maher Hannachi          |     | 85' |
| MED            | 15 | Didier Lebri            |     | 88' |
| DEL            | 17 | Idrissa Kouyaté         |     | 77' |
| Sustituciones: |    |                         |     |     |
| DEL            | 11 | Taha Yassine Khenissi   |     | 77' |
| MED            | 7  | Rebai Wassim Kamoun     |     | 85' |
| MED            | 14 | Ghazi Challouf          |     | 88' |
| Entrenador:    |    |                         |     |     |
| Ruud Krol      |    |                         |     |     |

| ARQ              | 1  | Muteba Kidiaba   |     |     |
| DEF              | 4  | Eric Nkulukuta   | 54' |     |
| DEF              | 2  | Joël Kimwaki     |     |     |
| DEF              | 6  | Felix Sunzu      |     |     |
| DEF              | 3  | Jean Kasusula    |     |     |
| MED              | 14 | Nathan Sinkala   | 21' |     |
| MED              | 28 | Thomas Ulimwengu |     | 84' |
| MED              | 23 | Gladson Awako    |     | 46' |
| MED              | 8  | Trésor Mputu     |     |     |
| MED              | 18 | Rainford Kalaba  |     | 57' |
| DEL              | 15 | Mbwana Samatta   |     |     |
| Sustituciones:   |    |                  |     |     |
| DEL              | 10 | Given Singuluma  |     | 46' |
| MED              | 29 | Boubacar Diarra  |     | 57' |
| MED              | 20 | Solomon Asante   | 85' | 84' |
| Entrenador:      |    |                  |     |     |
| Patrice Carteron |    |                  |     |     |

### Vuelta
| 30-11-2013 | TP Mazembe               | 2–1 (Global 2-3) | CS Sfaxien      | Stade TP Mazembe, Lubumbashi                              |                                                           |
|            | Traoré 10' · Samatta 24' | Reporte          | Ben Youssef 88' | Asistencia: 18000 espectadores Árbitro(s): Daniel Bennett | Asistencia: 18000 espectadores Árbitro(s): Daniel Bennett |

| TP Mazembe | CS Sfaxien |

| ARQ              | 1  | Muteba Kidiaba   |     |     |
| DEF              | 24 | Yaw Frimpong     |     |     |
| DEF              | 2  | Joël Kimwaki     |     |     |
| DEF              | 6  | Felix Sunzu      |     |     |
| DEF              | 3  | Jean Kasusula    | 47' |     |
| MED              | 14 | Nathan Sinkala   | 32' |     |
| MED              | 20 | Solomon Asante   |     | 74' |
| MED              | 8  | Trésor Mputu     |     |     |
| DEL              | 10 | Given Singuluma  |     | 46' |
| DEL              | 15 | Mbwana Samatta   |     | 70' |
| DEL              | 25 | Cheïbane Traoré  |     |     |
| Sustituciones:   |    |                  |     |     |
| MED              | 18 | Rainford Kalaba  |     | 46' |
| MED              | 29 | Boubacar Diarra  |     | 70' |
| MED              | 28 | Thomas Ulimwengu |     | 74' |
| Entrenador:      |    |                  |     |     |
| Patrice Carteron |    |                  |     |     |

| ARQ            | 28 | Rami Jridi              |     |     |
| DEF            | 8  | Maman Youssoufou        |     |     |
| DEF            | 26 | Bassem Boulaabi         |     |     |
| DEF            | 25 | Mahmoud Ben Salah       |     |     |
| DEF            | 10 | Ali Maâloul             |     |     |
| MED            | 22 | Didier Ibrahim N'Dong   | 62' |     |
| MED            | 13 | Ferjani Sassi           |     |     |
| MED            | 29 | Fakhreddine Ben Youssef |     |     |
| MED            | 19 | Maher Hannachi          |     | 77' |
| MED            | 15 | Didier Lebri            |     | 60' |
| DEL            | 17 | Idrissa Kouyaté         |     | 87' |
| Sustituciones: |    |                         |     |     |
| MED            | 7  | Rebai Wassim Kamoun     |     | 60' |
| MED            | 14 | Ghazi Challouf          |     | 77' |
| DEL            | 11 | Taha Yassine Khenissi   |     | 87' |
| Entrenador:    |    |                         |     |     |
| Ruud Krol      |    |                         |     |     |

## Campeón
|                    |
| Bandera de Túnez   |
| Campeón CS Sfaxien |
| 3.° título         |

## Goleadores
| Pos. | Jugador                   | Club            | Goles |
| ---- | ------------------------- | --------------- | ----- |
| 1    | Vincent Die Foneye        | ENPPI           | 6     |
| 1    | Mbwana Samatta            | TP Mazembe      | 6     |
| 1    | Sonito                    | Liga Muçulmana  | 6     |
| 4    | Franck Corbin Guedegbe    | US Bitam        | 5     |
| 4    | Idrissa Kouyaté           | CS Sfaxien      | 5     |
| 4    | Mossaâb Sassi             | Étoile du Sahel | 5     |
| 7    | Fakhreddine Ben Youssef   | CS Sfaxien      | 4     |
| 7    | Étienne Alain Djissikadié | US Bitam        | 4     |
| 7    | Taha Yassine Khenissi     | CS Sfaxien      | 4     |
| 7    | Losseni Komara            | Diables Noirs   | 4     |